# Tokyo Olympiades
Pour plus de détails, voir Fiche technique et Distribution.
Tokyo Olympiades (東京オリンピック, Tōkyō Orinpikku) est un film documentaire japonais réalisé par Kon Ichikawa, sorti en 1965.

## Synopsis
Le film est consacré aux Jeux olympiques d'été de 1964 qui ont eu lieu à Tokyo.

## Fiche technique
- Titre : Tokyo Olympiades
- Titre original : 東京オリンピック (Tōkyō Orinpikku?)
- Réalisation : Kon Ichikawa
- Scénario : Kon Ichikawa, Natto Wada, Yoshio Shirasaka (ja) et Shuntarō Tanikawa
- Photographie : Kazuo Miyagawa
- Musique : Toshirō Mayuzumi
- Société de distribution : Tōhō
- Pays de production :  Japon
- Genre : documentaire
- Durée : 170 minutes[1] (métrage : 13 bobines - 4 641 m[1])
- Dates de sortie :
  - Japon : 20 mars 1965[1]
  - France : 19 mai 1965 (festival de Cannes[2]) - 28 juillet 1965 (sortie en salles[3])

## Autour du film
- Le film est présenté hors compétition au Festival de Cannes 1965[2],[4].
- Au cours de sa carrière, Kon Ichikawa a également réalisé quelques documentaires. Le premier et, sans doute, le plus réussi fut Tokyo Olympiades en 1965[5]. Le scénario est dû au poète Shuntarō Tanikawa. « Esthétiquement, le film est superbe - un chef-d’œuvre d'organisation visuelle. » (Donald Richie). Ichikawa s'entoura d'une équipe technique forte, d'environ six cents personnes, incluant six cadreurs dirigés par Kazuo Miyagawa. Le film ne plut pourtant pas aux autorités du Comité olympique de l'époque[5]. Dans la version intégrale, la caméra se détourne, à maintes reprises, des événements spécifiquement sportifs afin de capter des détails : le comportement des spectateurs ou l'attitude des athlètes plus obscurs. Ichikawa se détourne ainsi d'une vision monumentalisée des Jeux olympiques pour les inscrire dans un cadre plus humanisé. Donald Richie parle, pour sa part, de « vandalisme cinématographique », à propos des coupures infligées au film. Il conclut même : « (...) ce qui déplut au Comité, ce n'était pas que le film fût aussi brillamment présentationnel plutôt que représentationnel à la façon de la plupart des documentaires. Ils désiraient sans doute une sorte d'emphase à la Leni Riefenstahl, et cela, on les en avait privés. »[5].